# جورج ألفرد ويلسون
جورج ألفرد ويلسون (5 أبريل 1877 في المملكة المتحدة - 3 مارس 1962) (بالإنجليزية: George Alfred Wilson)‏ هو لاعب كريكت بريطاني وبريطاني (وحمل سابقاً جنسية المملكة المتحدة لبريطانيا العظمى وأيرلندا).

## وصلات خارجية
- جورج ألفرد ويلسون على موقع إي آس بي آن كريك إنفو (الإنجليزية)